# Clémence Royer
Clémence Royer   (Nantes, 21 d'abril de 1830 - Neuilly-sur-Seine, 6 de febrer de 1902) va ser una filòsofa francesa que va escriure sobre economia, filosofia i ciència. Pacifista, feminista i maçona, les seves idees oscil·laren entre el darwinisme social i una concepció igualitària de la societat. Fou la primera dona a obtenir, el 1900, la Legió d'Honor francesa per la seva labor científica. És reconeguda per la seva polèmica traducció francesa de L'origen de les espècies, de Charles Darwin.

## Biografia
Clémence Royer, filla única d'Augustin-René Royer i Joséphine-Gabrielle Audouard, va néixer el 21 d'abril de 1830 a Nantes, Bretanya, al si d'una família catòlica i legitimista, de la qual renegaria més tard. La seva mare era una cosidora procedent de Nantes, i el seu pare, originari de Le Mans, un oficial de l'exèrcit i monàrquic legitimista condemnat a mort pel seu suport a les forces contra-revolucionàries. Després del fracàs de la rebel·lió de 1832 per la Restauració de la monarquia borbònica, la família es va exiliar a Suïssa i es va establir durant quatre anys a la vora del llac Leman abans de tornar a Orleans. Allí el seu pare es va lliurar a les autoritats i va ser jutjat per prendre part a la rebel·lió, però va resultar-ne finalment absolt.
Royer va ser educada principalment pels seus pares fins als 10 anys, moment en el qual va ser enviada al convent del Sagrat Cor, a Le Mans, on rebé una educació religiosa. Als 13 anys es va mudar amb els seus pares a París. Adolescent, Royer va sobresortir per la seva habilitat per al brodat i gaudia llegint obres i novel·les.
Els seus pares es van separar i ella i la mare van qudar a París. Clémence Royer tenia 18 anys quan es va produir la Revolució de 1848 i es va veure molt influïda per les idees republicanes, per la qual cosa va abandonar les creences polítiques inculcades pel seu pare. Quan aquest moria un any més tard, ella es va veure obligada a treballar com a majordoma per subsistir. Aprofità per llegir apassionadament obres filosòfiques i completar així la seva formació autodidacta a les biblioteques dels seus patrons. Clémence es va interessar per l'antropologia, l'economia política, la biologia i la filosofia.
Al gener de 1854, a l'edat de 23 anys, va començar a treballar com a professora en un col·legi privat femení a Haverfordwest, Gal·les, cosa que li va permetre perfeccionar el seu anglès. Va romandre-hi un any abans de tornar a França, a la primavera de 1855, on ensenyà en un col·legi a Turena, i més tard en un col·legi prop de Beauvais, a la primavera de 1856. Segons la seva autobiografia, en aquest període va començar a qüestionar-se la seva fe catòlica.
A partir de l'estiu de 1856 Clémence Royer va abandonar la seva carrera com a professora i es va establir de nou a la Suïssa francesa, primer a Lausana i més tard a Cully, on va llogar una habitació d'una casa de camp a Praz-Perey. A la biblioteca pública de Lausana Clémence Royer va dedicar el seu temps a l'estudi, primer dels orígens del cristianisme, i més tard de diversos temes científics. A més, va prosseguir amb la seva famosa traducció de l'obra de Darwin al mateix temps que impartia classes de lògica i filosofia.
El 1858, inspirada per una conferència pública de la novel·lista sueca Fredrika Bremer, Royer va impartir quatre conferències sobre lògica destinades únicament a dones, que tingueren gran èxit. Per aquesta època Royer va començar a freqüentar un grup de lliurepensadors francesos exiliats i de republicans a la ciutat. Així va conèixer l'economista Pascal Duprat, diputat francès exiliat que ensenyava ciències polítiques a la Universitat de Lausana i editava dos diaris. Pascal, 15 anys més gran que Clémence, estava casat i tenia un fill. Més tard es va convertir en l'amant de Royer i pare del seu fill.
Clémence Royer va començar a ajudar a Duprat amb l'edició del diari Le Nouvel Economiste, i continuà impartint conferències per a dones sobre filosofia natural a l'hivern de 1859-1860. Duprat edità la primera conferència, Introduction à la philosophie des femmes, que ofereix un primer testimoni del seu pensament i actitud respecte al paper de la dona en la societat. Duprat es traslladà aviat a Ginebra amb la seva família mentre que Royer, que continuava escrivint comentaris de llibres al seu diari, romangué a Ginebra durant l'hivern de 1860-1861.
Quan el 1860 el cantó suís de Vaud li atorgà un premi pel millor assaig sobre la reforma de l'impost, Royer escrigué un llibre analitzant la història i la pràctica de l'impost, que fou guardonat amb el segon premi. El seu llibre es publicà l'any 1862 sota el títol Théorie de l'impôt ou social dîme  i incloïa una discussió sobre el paper econòmic de la dona en la societat i la seva obligació de tenir fills. Gràcies a aquest llibre Clémence Royer començà a ser coneguda fora de Suïssa.
A la primavera de 1861 Royer visita París i imparteix una nova sèrie de conferències a les quals acudí la comtessa Marie d'Agoult, escriptora que compartia moltes de les opinions republicanes de Royer. Les dues dones es feren amigues i mantingueren el contacte per correspondència.
El 1870 es convertia en la primera dona admesa a la Société d'anthropologie de París, fundada onze anys enrere per Paul Broca. Allí duria a terme les seves divulgacions i defensaria amb vigor les posicions poc convencionals. Feminista declarada, militava a favor de la instrucció de les dones i de la filosofia popular: el 1881 fundà la Société des études philosophiques et morals amb l'objectiu de convertir-la en un «ensenyament mutu de filosofia».
Desconfiada dels utopistes socialistes, declarà: «ni utopia ni somnis, només el saber real de les coses». Clémence Royer col·laborà al Journal des femmes i La Fronde amb Marguerite Durand i «la Gran Séverine». El seu Cours de philosophie naturelle és una temptativa d'inspiració enciclopèdica per fer una «síntesi acadèmica». Membre fundadora de la primera obediència maçònica mixta, "Le Droit Humain"  rebéla Legió d'Honor el 17 de novembre de 1900.

## La traducció deL'origen de les espècies

### Primera edició (1862)
Charles Darwin estava impacient per veure el seu llibre traduït al francès, però no coneixem els detalls de les negociacions que van atribuir la primera traducció de L'origen de les espècies a Clémence Royer. Darwin es va acostar per primera vegada a Louise Belloc, que va declinar la seva oferta, considerant que el llibre era massa tècnic. Darwin va ser també sol·licitat per Pierre Talandier, però aquest últim no va poder trobar un editor.
Clémence Royer coneixia bé les obres de Lamarck i Malthus i entenia la importància de l'obra de Darwin. Probablement es va animar per la seva estreta relació amb l'editor Guillaumin, que havia publicat les tres primeres edicions franceses de L'Origine des Species .
Per una carta de 10 de setembre de 1861 Darwin va demanar a Murray, el seu editor a Anglaterra, que enviés una còpia de la tercera edició original de The Origin of Species a «M lle Cl. Royer […] per a un acord amb una editorial per a una traducció francesa». René-Édouard Claparède, un naturalista suís de la Universitat de Ginebra que va fer una revisió favorable de L'origen de les espècies per a la Revue Germanique, es va oferir a ajudar Clémence Royer amb la traducció de termes tècnics en biologia.
Va superar en gran manera el seu paper com a traductor, afegint a l'edició francesa un prefaci de 64 pàgines en què donava la seva interpretació personal de l'obra, així com notes a peu de pàgina on comentava el text de Darwin. En el seu prefaci, un autèntic pamflet positivista dedicat al triomf del progrés científic sobre l'obscurantisme, ataca enèrgicament les creences religioses i el cristianisme, argumenta a favor de l'aplicació de la selecció natural a les races humanes i s'alarma del que considera les conseqüències negatives. resultant de la protecció que ofereix la societat als febles. Denuncia una societat on predominen els febles sobre els forts amb el pretext d'una “protecció exclusiva i poc intel·ligent concedida als febles, els malalts, els incurables, els mateixos malvats, a tots els deshonrats per naturalesa”. Aquestes idees eugenètiques abans d'hora (el terme va ser encunyat pel cosí de Darwin, Francis Galton, el 1883) li van fer guanyar certa notorietat.
També va canviar el títol perquè coincidís amb les seves opinions sobre la teoria de Darwin: l'edició de 1862 es titulava Sobre l'origen de les espècies o les lleis del progrés en els éssers organitzats. Aquest títol, així com el prefaci, proposaven la idea d'una evolució tendent al "progrés", que de fet era més propera a la teoria de Lamarck que a les idees contingudes en l'obra de Darwin.
Per tant, Clémence Royer projectà sobre L'origen de les espècies (que s'ocupa no dels orígens humans, sinó de l'aplicació de la selecció natural en les societats humanes; i menys encara del progrés en la societat industrial del segle XIX) les seves pròpies idees i aspiracions.
El juny de 1862, després de rebre una còpia de la traducció francesa, Darwin va escriure una carta a la botànica nord-americana Asa Gray: “Fa dos o tres dies vaig rebre la traducció francesa de L'Origine des Species de M.lle  Royer, que deu ser una de les dones més intel·ligents i originals d'Europa: és una deista ardent que odia el cristianisme, i que declara que la selecció natural i la lluita per la vida explicaran tota moral, humana, política, etc. Llança un sarcasme curiós i interessant, i anuncia que publicarà un llibre sobre aquests temes, i quin llibre més estrany que serà.» (Carta de Ch. Darwin a Asa Gray del 10 al 20 de juny de 1862).
D'altra banda, un mes després, Darwin va expressar els seus dubtes al zoòleg francès Armand de Quatrefages: “M'hauria agradat que el traductor conegués millor la història natural; deu ser una dona intel·ligent, però singular; mai havia sentit a parlar d'ella abans que em proposés traduir el meu llibre.» (Carta de Ch. Darwin a Armand de Quatrefages a 11 de juliol de 1862).